# Färvilen
Färvilen är en sjö i Nora kommun i Västmanland och ingår i Norrströms huvudavrinningsområde. Sjön är 7,5 meter djup, har en yta på 0,642 kvadratkilometer och är belägen 139,1 meter över havet. Sjön avvattnas av vattendraget Färvilsån. Vid provfiske har abborre, gers och mört fångats i sjön.

## Delavrinningsområde
Färvilen ingår i det delavrinningsområde (661088-144660) som SMHI kallar för Mynnar i Fåsjön. Medelhöjden är 181 meter över havet och ytan är 27,71 kvadratkilometer. Det finns inga avrinningsområden uppströms utan avrinningsområdet är högsta punkten. Färvilsån som avvattnar avrinningsområdet har biflödesordning 4, vilket innebär att vattnet flödar genom totalt 4 vattendrag innan det når havet efter 231 kilometer. Avrinningsområdet består mestadels av skog (64 procent). Avrinningsområdet har 12,01 kvadratkilometer vattenytor vilket ger det en sjöprocent på 16,1 procent.